# منصور محمد
منصور محمد (انگلیسی: Mansour Mohamed؛ زادهٔ ۳ سپتامبر ۱۹۷۰) بازیکن فوتبال اهل کویت بود.
از باشگاه‌هایی که در آن بازی کرده‌است می‌توان به باشگاه ورزشی العربی کویت اشاره کرد.
وی همچنین در تیم ملی فوتبال کویت بازی کرده‌است.